# Thomas Thomson
Thomas Thomson (Glasgow, 1817 – Londra, 1878) è stato un botanico inglese.
Medico nella Compagnia delle Indie Orientali, insegnò botanica a Calcutta e condusse lunghe esplorazioni sul Karakorum e in Afghanistan, di cui lasciò dettagliati resoconti.